# ARN circulaire
Ne doit pas être confondu avec ADN circulaire.
 (août 2023).
La mise en forme du texte ne suit pas les recommandations de Wikipédia : il faut le « wikifier ».
Les points d'amélioration suivants sont les cas les plus fréquents. Le détail des points à revoir est peut-être précisé sur la page de discussion.
- Les titres sont pré-formatés par le logiciel. Ils ne sont ni en capitales, ni en gras.
- Le texte ne doit pas être écrit en capitales (les noms de famille non plus), ni en gras, ni en italique, ni en « petit »…
- Le gras n'est utilisé que pour surligner le titre de l'article dans l'introduction, une seule fois.
- L'italique est rarement utilisé : mots en langue étrangère, titres d'œuvres, noms de bateaux, etc.
- Les citations ne sont pas en italique mais en corps de texte normal. Elles sont entourées par des guillemets français : « et ».
- Les listes à puces sont à éviter, des paragraphes rédigés étant largement préférés. Les tableaux sont à réserver à la présentation de données structurées (résultats, etc.).
- Les appels de note de bas de page (petits chiffres en exposant, introduits par l'outil «  Source ») sont à placer entre la fin de phrase et le point final[comme ça].
- Les liens internes (vers d'autres articles de Wikipédia) sont à choisir avec parcimonie. Créez des liens vers des articles approfondissant le sujet. Les termes génériques sans rapport avec le sujet sont à éviter, ainsi que les répétitions de liens vers un même terme.
- Les liens externes sont à placer uniquement dans une section « Liens externes », à la fin de l'article. Ces liens sont à choisir avec parcimonie suivant les règles définies. Si un lien sert de source à l'article, son insertion dans le texte est à faire par les notes de bas de page.
- La présentation des références doit suivre les conventions bibliographiques. Il est recommandé d'utiliser les modèles {{Ouvrage}}, {{Chapitre}}, {{Article}}, {{Lien web}} et/ou {{Bibliographie}}. Le mode d'édition visuel peut mettre en forme automatiquement les références.
- Insérer une infobox (cadre d'informations à droite) n'est pas obligatoire pour parachever la mise en page.

Pour une aide détaillée, merci de consulter Aide:Wikification.
Si vous pensez que ces points ont été résolus, vous pouvez retirer ce bandeau et améliorer la mise en forme d'un autre article.

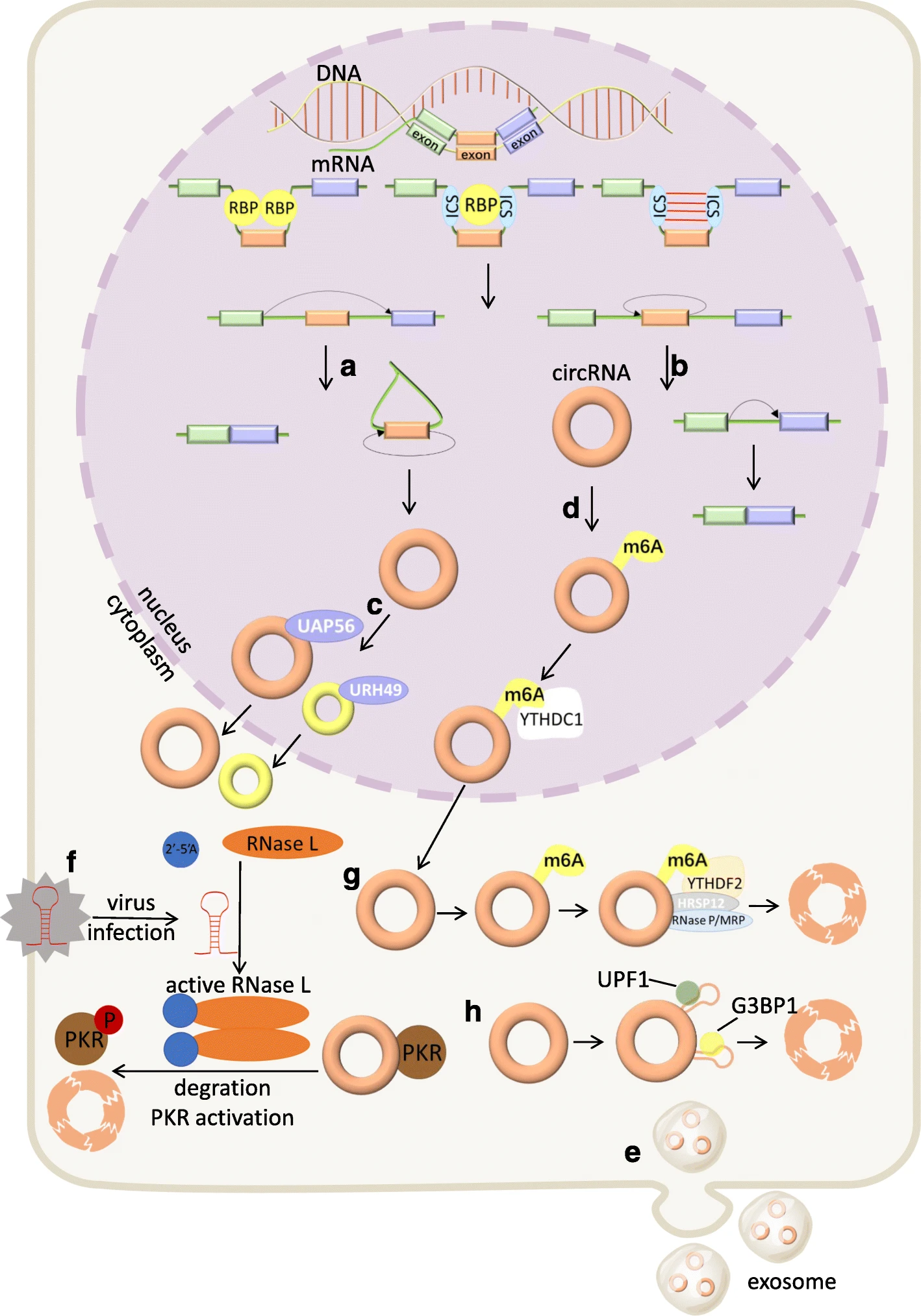
Métabolisme de l'ARN circulaire

L'ARN circulaire (circARN) est un type d'ARN fermé découvert pour la première fois en 1979 dans des cellules eucaryotes.
L'ADN des cellules contient l'information génétique sous la forme de gènes. La transcription permet de transférer cette information en ARN. La transcription d'un gène aboutit à la production de plusieurs transcrits ARN grâce à l'épissage. La plupart de ces transcrits sont linéaires et polyadénylés, comme les ARNm (acide ribonucléique messager). Le développement des méthodes de séquençage haut débit a permis de séquencer tous les ARN des cellules (Séquençage de l'ARN). En 2012, le séquençage du transcriptome 
a permis l’identification de milliers de circARN dans les cellules de mammifères. Les circARN sont trouvés dans tous les tissus, mais le cerveau et le testicule seraient les tissus où ils sont les plus nombreux. La structure circulaire leur permet d’avoir une durée de vie plus importante que les ARN linéaires .

## Mise en évidence
Ils ne peuvent être mis en évidence que dans des jeux de données de séquençage des ARNs des cellules (séquençage du transcriptome) obtenus à partir d’ARN total (après soustraction des ARN ribosomiques, Total-RNAseq). Ils ne sont pas retrouvés dans les jeux de données classiquement générés pour l'étude du transcriptome (mRNAseq), excepté quelques artéfacts. Il faut un outil bioinformatique permettant de reconnaitre la lecture (read en anglais) contenant la jonction circulaire. Les séquences de cette lecture couvrant la jonction circulaire a la particularité de s’aligner sur le génome en deux segments, mais dans l’ordre inverse de leur position dans la lecture.
Dès lors que la jonction circulaire est séquencée, ils peuvent être caractérisés dans les échantillons par des techniques reposant sur cette connaissance : par exemple, amplification PCR par deux amorces qui n'ont aucun risque d'amplifier autre chose qu'un circARN.

## Genèse
Les ARN circulaires sont des sous-produits de l’épissage.
La très grande majorité des circARN est issue de l’épissage vers l’arrière ou rétro-épissage (backsplicing) d’un fragment d'ARNm. Cet épissage en arrière permet d’expliquer la genèse des ARN circulaires résultant de l’exacte jonction entre l’extrémité 3’ d’un exon avec l’extrémité 5’ d’un exon situé en amont. Dans ces ARN circulaires dit "exoniques" la jonction est une liaison 3’-5’ classique. La formation de circARN exoniques est favorisée par la présence de long introns (et leur contenu) de part et d’autre des deux exons impliqués dans la jonction (épissage en arrière). Les circARN ne sont le plus souvent le reflet que de la circularisation d’un fragment de l’ARNm.  Quand on caractérise une jonction circulaire entre l’exon 17 et l’exon-14, on est pas sûr que le circARN contienne les exons -15 et -16.
Un deuxième type de circARN dérive de l’excision du lariat intronique qui a lieu pendant l’épissage du pré-messager. Les premiers ciRNA ou circARN dérivant du lasso intronique ont été mis en évidence en 2012. Leur genèse s'explique par le fait que le lasso intronique qui a normalement vocation à être détruit, n’est pas détruit complètement et la partie circulaire persiste avec la liaison 2’-5’. Ce phénomène ne concerne que certains introns.

## Recherches pour identifier leur(s) fonction(s)
En 2012, le premier circARN était caractérisé (ciRS-7/CDR1) et sa fonction identifiée. Il avait la particularité d'avoir dans sa séquence sept sites cibles pour un micro-ARN. Ces sites cibles pour miARN sont impliqués dans la régulation de la disponibilité des ARN messagers. Ils sont habituellement rencontrés dans la partie 3'non-codante des ARN messagers et la fixation du miRNA à son site cible entraine la destruction du transcrit. Le circARN  possédant des sites pour miARN devient donc un leurre pour le micro-ARN. On parle d'éponges à ARN. Ce premier article concernait finalement un cas très particulier de circARN puisque son gène parent est un gène ne codant pas pour une protéine.
Depuis quelques années, la liste des fonctions possibles des circARN s'est allongée (production de peptides, éponges à micro-ARN, régulation de la transcription du gène parent, interaction avec protéines...). Cependant, à mesure que la recherche sur les circARN s'est développée, de nombreux points de vue divergents sont apparus,. Au moins 10000 articles concernant les circARN ont été publiés en dix ans. Pourtant les grands serveurs gérant les connaissances sur les génomes des mammifères (Ensembl, NCBI, UCSC) n'intègrent toujours pas les circARN parmi la liste des transcrits identifiés. Notre compréhension des circARN, de leur production et de leur fonction, reste sans doute trop limitée.

## Recherches pour utiliser les ARN circulaires
- comme marqueur biologique
- en thérapeutique